# Lippy Kids
Lippy Kids is een nummer van de Britse band Elbow. Het nummer verscheen op hun album Build a Rocket Boys! uit 2011. Op 17 december 2010 werd het nummer voor het eerst uitgebracht als promotionele single, voordat het op 8 augustus 2011 officieel werd uitgebracht als de derde single van het album.

## Achtergrond
Elbow liet Lippy Kids voor het eerst horen op 17 december 2010 door middel van een video op het YouTube-kanaal van de band, waarin zij het nummer live in de Blueprint Studios in Manchester spelen. De titel van het album Build a Rocket Boys! is afgeleid van een regel uit dit nummer.
In gesprek met het tijdschrift Q vertelde zanger Guy Garvey over het nummer dat het is geschreven ter verdediging van de Britse tiener. Hij zei hierover dat zij slachtoffer zijn van de anti-hoodie shit die in de media is, de gedachte dat als je op de hoek van een straat rondhangt, je een crimineel bent.
Lippy Kids was een verrassend succes in Nederland en Vlaanderen, waar het respectievelijk de 29e plaats in de Nederlandse Top 40 en de twintigste plaats in de Tipparade van de Ultratop 50 behaalde. Dit was in Nederland meteen de eerste single van de groep die de hitlijsten haalde. In België werd later een liveversie van het nummer uitgebracht met een optreden van de band op Rock Werchter uit 2011, die drie weken na het festival de zesde plaats behaalde in de Vlaamse hitlijsten.

## Hitnoteringen

### Nederlandse Top 40
| Hitnotering: 26-02-2011 t/m 05-03-2011 | Hitnotering: 26-02-2011 t/m 05-03-2011 | Hitnotering: 26-02-2011 t/m 05-03-2011 | Hitnotering: 26-02-2011 t/m 05-03-2011 |
| Week                                   | 1                                      | 2                                      |                                        |
| -------------------------------------- | -------------------------------------- | -------------------------------------- | -------------------------------------- |
| Nummer                                 | 29                                     | 31                                     | uit                                    |

### Single Top 100
| Hitnotering week 1 t/m 3: 12-03-2011 t/m 02-04-2011 Hitnotering week 4 t/m 5: 18-06-2011 t/m 25-06-2011 Hitnotering week 6: 27-08-2011 | Hitnotering week 1 t/m 3: 12-03-2011 t/m 02-04-2011 Hitnotering week 4 t/m 5: 18-06-2011 t/m 25-06-2011 Hitnotering week 6: 27-08-2011 | Hitnotering week 1 t/m 3: 12-03-2011 t/m 02-04-2011 Hitnotering week 4 t/m 5: 18-06-2011 t/m 25-06-2011 Hitnotering week 6: 27-08-2011 | Hitnotering week 1 t/m 3: 12-03-2011 t/m 02-04-2011 Hitnotering week 4 t/m 5: 18-06-2011 t/m 25-06-2011 Hitnotering week 6: 27-08-2011 | Hitnotering week 1 t/m 3: 12-03-2011 t/m 02-04-2011 Hitnotering week 4 t/m 5: 18-06-2011 t/m 25-06-2011 Hitnotering week 6: 27-08-2011 | Hitnotering week 1 t/m 3: 12-03-2011 t/m 02-04-2011 Hitnotering week 4 t/m 5: 18-06-2011 t/m 25-06-2011 Hitnotering week 6: 27-08-2011 | Hitnotering week 1 t/m 3: 12-03-2011 t/m 02-04-2011 Hitnotering week 4 t/m 5: 18-06-2011 t/m 25-06-2011 Hitnotering week 6: 27-08-2011 | Hitnotering week 1 t/m 3: 12-03-2011 t/m 02-04-2011 Hitnotering week 4 t/m 5: 18-06-2011 t/m 25-06-2011 Hitnotering week 6: 27-08-2011 | Hitnotering week 1 t/m 3: 12-03-2011 t/m 02-04-2011 Hitnotering week 4 t/m 5: 18-06-2011 t/m 25-06-2011 Hitnotering week 6: 27-08-2011 | Hitnotering week 1 t/m 3: 12-03-2011 t/m 02-04-2011 Hitnotering week 4 t/m 5: 18-06-2011 t/m 25-06-2011 Hitnotering week 6: 27-08-2011 | Hitnotering week 1 t/m 3: 12-03-2011 t/m 02-04-2011 Hitnotering week 4 t/m 5: 18-06-2011 t/m 25-06-2011 Hitnotering week 6: 27-08-2011 |
| Week | 1 | 2 | | 3 | | 4 | 5 | | 6 | |
| --- | --- | --- | --- | --- | --- | --- | --- | --- | --- | --- |
| Positie | 36 | 66 | uit | 95 | uit | 63 | 96 | uit | 71 | uit |

### NPO Radio 2 Top 2000
| Nummer met noteringen in de NPO Radio 2 Top 2000 | '11  | '12 | '13 | '14 | '15 | '16 | '17 | '18 | '19 | '20 | '21 | '22  | '23  | '24  |
| ------------------------------------------------ | ---- | --- | --- | --- | --- | --- | --- | --- | --- | --- | --- | ---- | ---- | ---- |
| Lippy Kids                                       | 1442 | 586 | 599 | 605 | 456 | 659 | 490 | 795 | 771 | 959 | 967 | 1080 | 1126 | 1215 |

1. ↑  Een vetgedrukt getal geeft de hoogste notering aan.
2. ↑  2011 was het eerste jaar met een notering voor dit nummer.